# 京都府道・大阪府道13号京都守口線
京都府道・大阪府道13号京都守口線（きょうとふどう・おおさかふどう13ごう きょうともりぐちせん）は、京都府京都市南区を起点とし、大阪府守口市を終点とする主要地方道（京都府道・大阪府道）である。
京守線とも呼ばれる。京都市伏見区大手筋交点から枚方市北中振までと枚方市出口交点から守口市大日交点までは昔の国道1号であることから、旧1号線、旧京阪国道と呼ばれることもある。

## 概要
1933年（昭和8年）5月に開通した「京阪国道」に端を発する。当時の京阪国道は、それまで国道に指定されていた近世からの京街道（大坂街道）を代替し、京都側においては、桂川右岸堤防上を走っていた鳥羽街道（現在の千本通）を、九条通から納所までの間で完全に付け替え、さらに御幸橋で宇治川・木津川を渡り、淀川左岸まで現在の京都府道13号京都守口線の道筋となった。
1966年3月に枚方バイパスが、1972年3月には寝屋川バイパスが全線開通したため、主要地方道京都守口線に移管されて国道1号としての役割は明け渡したが、現在もなお地域の重要な道路として機能している。元々枚方 - 守口間は淀川左岸堤防上を通るルートであったが、堤防維持の面から好ましくないとして、1955年4月に枚方大橋南詰 - 守口八島間が現在のルートに変更されている。

### 路線データ
- 起点：京都府京都市南区四ツ塚町（京阪国道口交差点＝国道1号交点・国道171号起点、大阪府道・京都府道14号大阪高槻京都線・京都府道114号七条大宮四ツ塚線・京都府道143号四ノ宮四ツ塚線終点）
- 終点：大阪府守口市大日町（大日交差点＝国道1号・大阪府道2号大阪中央環状線交点）

## 歴史
- 1933年（昭和8年）5月：京阪国道の開通[1]。
- 1952年（昭和27年）12月4日：新道路法に基づく「路線指定」により一級国道1号の一部となる[4]。
- 1953年（昭和28年）3月：一級国道1号の枚方大橋 - 木屋間が開通[3]
- 1954年（昭和29年）4月：木屋 - 庭窪間が開通[3]
- 1955年（昭和30年）4月：庭窪 - 守口八島間が開通し、枚方大橋南詰 - 守口八島間が現在のルートに変更[3]
  - 守口市八島で分岐する旧道の一部は大阪府道155号北大日竜田線となっており、阪神高速高架下で府道と分岐し淀川河川敷へ直進する道が京阪国道旧道である。大阪中央環状線を潜る辺りまで旧道を偲ばせる道路幅が続いており、そこから先は枚方大橋南詰まで遊歩道として再整備されている。
- 1969年（昭和44年）3月：京都府と大阪府が一般府道京都枚方線を認定。京都府側の整理番号は一般府道285であった。
- 1971年（昭和46年）6月26日：建設省（現・国土交通省）が一般府道京都枚方線と一般国道1号の一部を主要地方道京都守口線に指定[5]。
- 1972年（昭和47年）
  - 3月28日 - 京都府が主要地方道2号京都守口線を路線認定。
  - 7月19日 - 大阪府が路線認定。
- 1993年（平成5年）5月11日 - 建設省から主要府道京都守口線が京都守口線として主要地方道に再指定される[6]
- 1994年（平成6年）4月1日：路線番号を13号に統一。京都府道2号は兵庫県道に合わせ宮津八鹿線（現在の京都府道・兵庫県道2号宮津養父線）に変更。
- 2003年（平成15年）11月14日：淀川御幸橋が、上流側に架け替えられ供用を開始[要出典]
- 2010年（平成22年）6月19日：木津川御幸橋が、上流側に架け替えられ供用を開始。宇治川（淀川）・木津川の渡河部分ともに両側4車線化が完了[要出典]

## 路線状況

### 別名
- 大坂街道・京街道
- 京守（けいもり）線
- 旧1号線（単に"きゅういち"とも ）
- 旧京阪国道

### バイパス
- 枚方市伊加賀緑町・伊加賀緑町交差点（国道170号接続） - 同市南中振（国道1号寝屋川バイパス接続[注釈 5]）

### 重複区間
- 国道1号（京都市南区四ツ塚町・京阪国道口交差点 - 大手筋交差点）
- 大阪府道17号枚方高槻線（枚方市牧野北町・牧野橋交差点 - 枚方市牧野阪・牧野駅前交差点）
- 大阪府道139号枚方茨木線（枚方市新町・関西医科大学前交差点 - 枚方市桜町・枚方大橋南詰交差点）
- 国道170号（枚方市桜町・枚方大橋南詰交差点 - 寝屋川市石津元町・石津元町交差点。枚方市北中振 - 枚方市出口・出口交差点は国道1号とも重複）

## 地理
京都市から八幡市にかけては、桂川の左岸を通り、宇治川・木津川を渡り、守口市までは淀川左岸を通る。特に八幡市御幸橋南詰から枚方市枚方大橋南詰の間は堤防上を通る区間が多く、特に枚方市樟葉から八幡市御幸橋南詰の間は淀川河川敷道路と京都八幡木津サイクリングロードをつなぐ区間で、自転車の利用が多い。全線にかけて京阪本線と併走している。

### 通過する自治体
- 京都府
  - 京都市（伏見区）
  - 八幡市
- 大阪府
  - 枚方市
  - 寝屋川市
  - 守口市

### 交差する道路
京都市
- 国道1号・国道171号（京都府道14号大阪高槻京都線・京都府道114号七条大宮四ツ塚線・京都府道143号四ノ宮四ツ塚線 重複）（京都市南区四ツ塚町・京阪国道口交差点）
- 京都府道201号中山稲荷線（京都市南区上鳥羽南）
- 名神高速道路 京都南インターチェンジ
- 京都府道68号南インター竹田線（京都市伏見区中島秋ノ山町）
- 京都府道202号伏見向日線（京都市伏見区中島前山町）
- 国道1号・京都府道35号大津淀線（京都市伏見区下鳥羽広長町・大手筋交差点）
- 京都府道79号伏見柳谷高槻線（京都市伏見区横大路貴船町・外環横大路交点）
- 京都府道124号三栖向納所線・京都府道125号淀停車場線・京都府道204号奥海印寺納所線（京都市伏見区納所町・納所交差点）
- 京都府道15号宇治淀線（京都市伏見区淀木津町・淀木津交差点）

八幡市
- 国道478号（八幡市八幡八萩・石清水八幡宮口交差点）
- 京都府道81号八幡宇治線（八幡市八幡在応寺・御幸橋）
- 京都府道22号八幡木津線（京都府道735号長尾八幡線 重複）（八幡市八幡科手・御幸橋南詰交差点）

枚方市
- 大阪府道18号枚方交野寝屋川線（枚方市町楠葉・楠葉交差点・楠葉南交差点）
- 大阪府道17号枚方高槻線（枚方市牧野北町・牧野橋交差点）
- 大阪府道17号枚方高槻線（枚方市牧野阪・牧野駅前交差点）
- 大阪府道144号杉田口禁野線（枚方市天之川町・かささぎ橋交差点）
- 大阪府道139号枚方茨木線（枚方市新町・関西医科大学前交差点）
- 国道170号（大阪府道6号枚方亀岡線 重複）・大阪府道21号八尾枚方線（枚方大橋南詰交差点）
- 国道170号（枚方市伊加賀西町・伊加賀緑町交差点）
- 国道1号（枚方市北中振・南中振）

寝屋川市
- 大阪府道148号木屋交野線（寝屋川市木屋町）
- 国道170号（寝屋川市松屋町）
- 国道170号・大阪府道19号茨木寝屋川線（石津元町交差点）
- 大阪府道149号木屋門真線（寝屋川市池田・菅原神社前交差点）
- 大阪府道15号八尾茨木線（寝屋川市宝町・新宝町交差点）
- 大阪府道15号八尾茨木線・大阪府道18号枚方交野寝屋川線（寝屋川市仁和寺町・仁和寺交差点）

守口市
- 大阪府道155号北大日竜田線（守口市佐太東町・庭窪中学校前交差点）
- 国道1号・大阪府道2号大阪中央環状線（守口市大日町・大日交差点、終点）

### 沿線にある施設など
- 横大路運動公園
- 京都市南部クリーンセンター
- 京都競馬場
- 石清水八幡宮
- 樟葉駅
- くずはモール
- 牧野駅
- 大阪歯科大学
- 御殿山駅
- 関西医科大学附属病院
- 枚方市駅
- 枚方市総合文化芸術センター
- 大日駅
- イオンモール大日